# Grumman C-1 Trader
El Grumman C-1 Trader es un avión de transporte embarcado diseñado por la Grumman Aircraft Engineering Corporation, a partir del avión de guerra antisubmarina S-2 Tracker. Fue diseñado específicamente para la Armada de los Estados Unidos, que lo denominó inicialmente como TF-1, recibiendo la designación C-1 en el año 1962.

## Diseño y desarrollo
A finales de los años 40, la Armada de los Estados Unidos perfiló sus ideas sobre el tipo de avión antisubmarino que precisaba, y Grumman se encargó de diseñar un monoplano bimotor de ala alta, designado Grumman G-89, para cumplir con tales requerimientos. La configuración de ala alta optimizaba el espacio útil del fuselaje.
El 30 de junio de 1950 se encargó a Grumman la construcción de un solo prototipo de evaluación que, designado XS2-F-1 por la Armada, realizó su vuelo inaugural el 4 de diciembre de 1952. Este avión daría lugar al avión de guerra antisubmarina S-2 Tracker.
A partir del Tracker nació una versión de transporte embarcada, el C-1 Trader, que estaba diseñado para transportar a 9 pasajeros o 1600 kg de carga. Realizó su primer vuelo en enero de 1955. Del C-1 se llegaron a fabricar un total de 83 unidades, de las cuales cuatro se convertirían posteriormente a la versión EC-1A Tracer de contramedidas electrónicas. El último C-1 Trader fue retirado del servicio en el año 1988, siendo sustituido por el C-2 Greyhound.
En agosto del año 2010, la Marina de Brasil anunció que compraba ocho C-1, los cuales se someterían a un proceso de modernización por parte de Embraer, para realizar tareas de transporte y de reabastecimiento en vuelo desde su portaaviones NAe São Paulo.

## Variantes

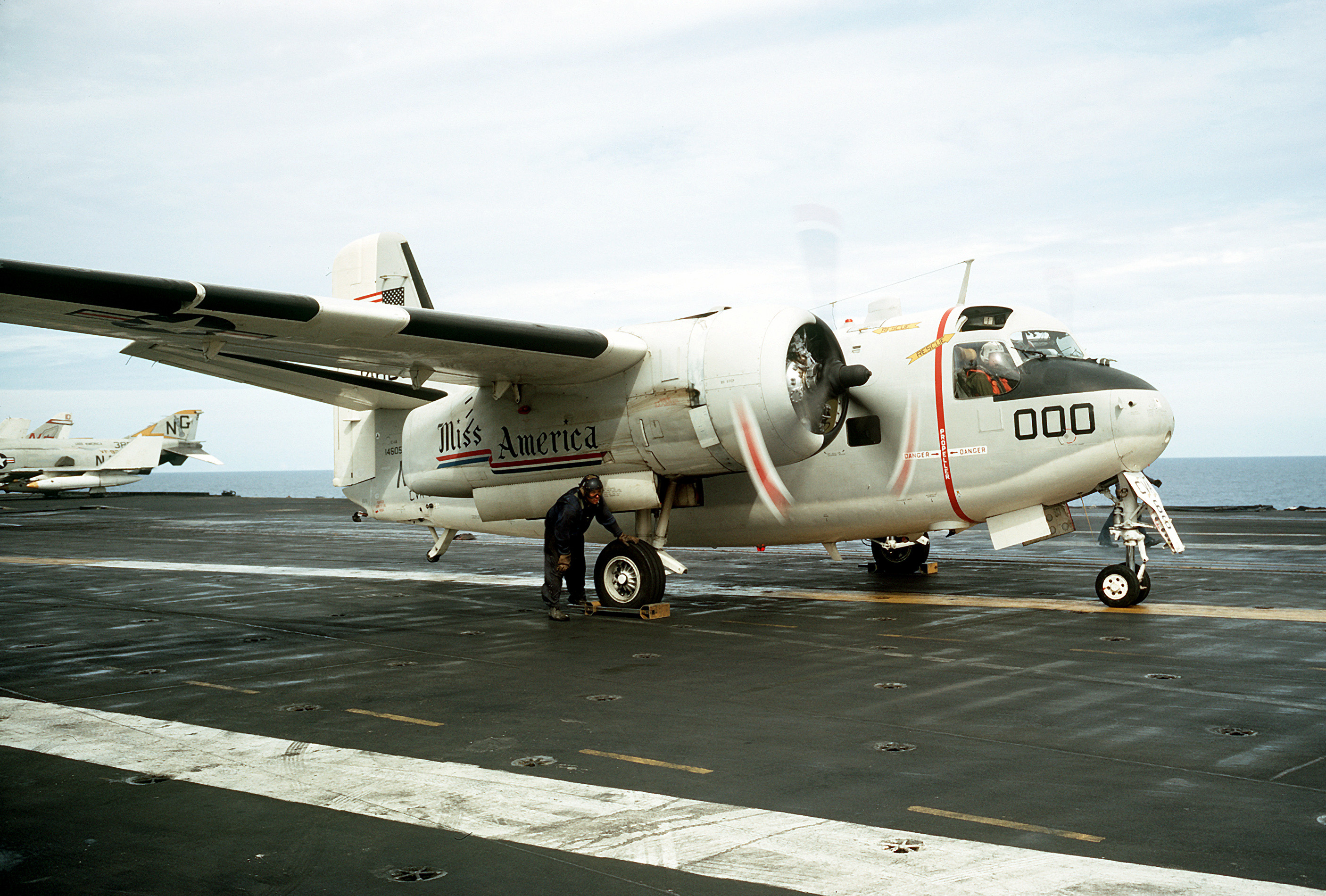
Un Grumman C-1A en la cubierta del USS America.

TF-1
Versión de transporte, basada en el S-2 Tracker, redesignado C-1A en 1962, 87 fabricados.
TF-1Q
Versión de contramedidas electrónicas del TF-1, redesignado EC-1A en 1962, 4 conversiones.
TF-1W
Proyecto de alerta temprana y control aerotransportado, que evolucionó en el WF-2 Tracer.
C-1A
TF-1 redesignado en 1962.
EC-1A
TF-1Q redesignado en 1962.
KC-2 Turbo Trader
Proyecto de modernización de Marsh Aviation para el Reabastecimiento en Vuelo, solicitado por la Marina de Brasil.
G-101
Propuesta variante de pasajeros de 10-12 asientos.
G-104
Propuesta versión cisterna.

## Operadores
Brasil
- Aviación Naval Brasileña

 Estados Unidos
- Armada de los Estados Unidos

## Especificaciones

### Características generales
- Tripulación: Dos (pilotos)
- Longitud: 12,9 m (42,3 ft)
- Envergadura: 21,2 m (69,6 ft)
- Altura: 4,9 m (16,1 ft)
- Superficie alar: 45,1 m² (485 ft²)
- Peso vacío: 8504 kg (18 742,8 lb)
- Peso cargado: 13 222 kg (29 141,3 lb)
- Planta motriz: 2× motor radial de nueve cilindros refrigerado por aire Wright R-1820-82WA Cyclone.
  - Potencia: 1137 kW (1568 HP; 1546 CV) cada uno.

### Rendimiento
- Velocidad máxima operativa (Vno): 450 km/h (280 MPH; 243 kt)
- Velocidad crucero (Vc): 240 km/h (149 MPH; 130 kt)
- Alcance: 2092 km (1130 nmi; 1300 mi)
- Techo de vuelo: 6700 m (21 982 ft)
- Carga alar: 0,2 kg/m² (0 lb/ft²)

## Aeronaves relacionadas

### Desarrollos relacionados
- S-2 Tracker
- E-1 Tracer

### Aeronaves similares
- C-2 Greyhound

### Secuencias de designación
- Secuencia G-_ (interna de Grumman): ← G-92 - G-93 - G-94 - G-96 - G-97 - G-98 - G-98J - G-99 - G-100 - G-101 - G-102 - G-103 - G-104 - G-105 - G-106 - G-107 -- G-117 - G-118 - G-119 - G-120 - G-121 - G-122 - G-123 - G-124 - G-125 - G-126 - G-127 - G-128 - G-132 →
- Secuencia T_F (Aviones de Transporte de la Armada estadounidense, 1948-1962 (Grumman, 1931-1962)): TF
- Secuencia C-_ (Aviones de Carga estadounidenses, 1962-presente): C-1 - C-2 - C-3 - C-4 →